# Sárgaszalagos nyílméregbéka
A sárgaszalagos nyílméregbéka (Dendrobates leucomelas) a kétéltűek (Amphibia) osztályának békák (Anura) rendjébe, ezen belül a nyílméregbéka-félék (Dendrobatidae) családjába tartozó faj.

## Előfordulása
A sárgaszalagos nyílméregbéka Észak-Brazília, Guyana, Délkelet-Kolumbia és Venezuela területein található meg. Az Orinoco- és az Amazonas-medencékben honos. 500-800 méteres tengerszint feletti magasságban is fellelhető. Az eddigi megfigyelések szerint, a sárgaszalagos nyílméregbéka nagy állománnyal rendelkezik.
A mezőgazdaság és az erdőirtások veszélyeztetik, azonban az ember közelségét is tűri. Talán a legnagyobb veszély számára az egzotikus állatokkal való kereskedelem.

## Megjelenése

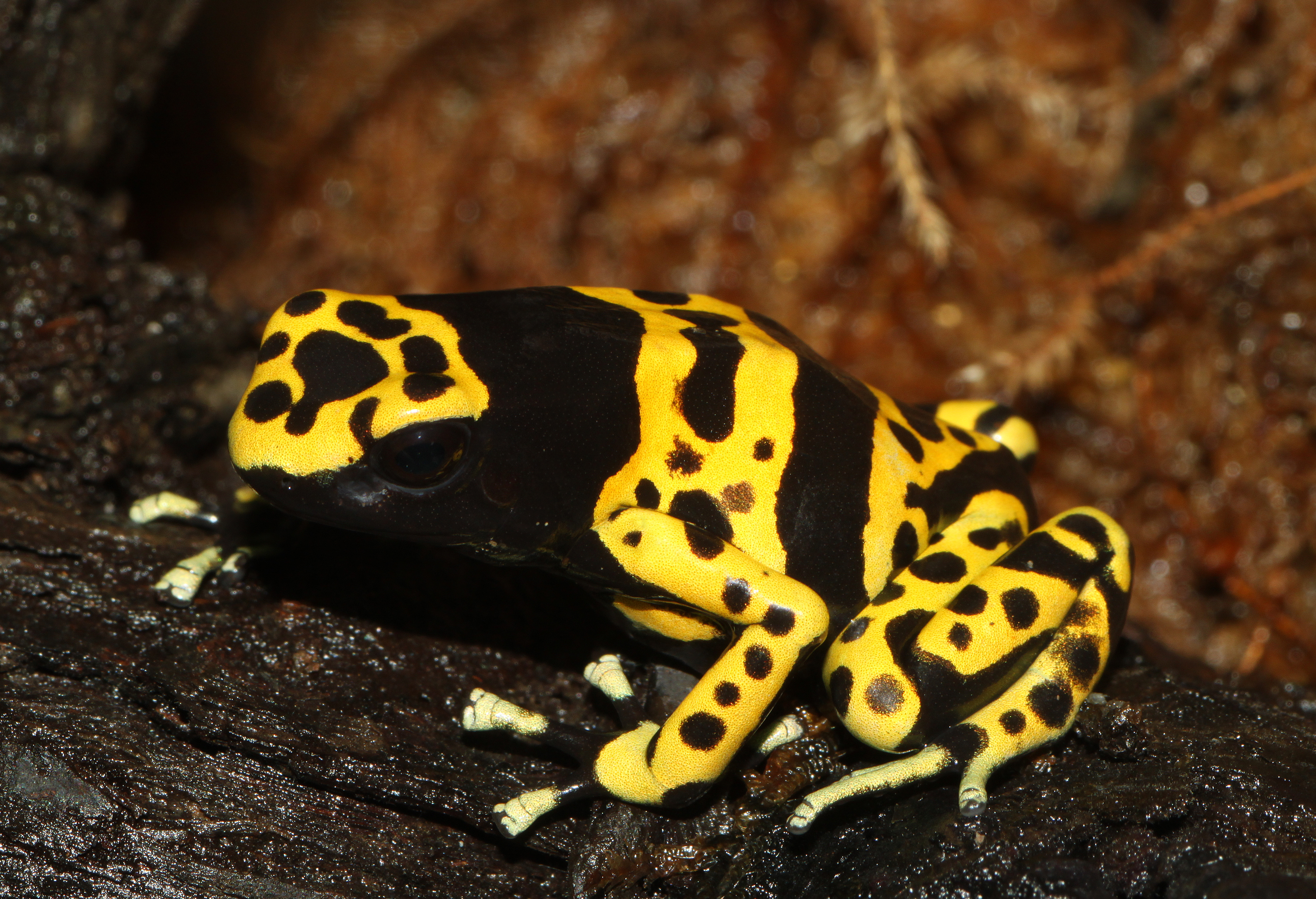
Idősebb példány; a fekete sávok foltokká alakulnak át

Ez a béka 3,1-5, de általában 4 centiméter hosszú, és 3 gramm tömegű. A legnagyobb Dendrobates-fajok közé tartozik. Az állat testét sárga és fekete borítják. Az idősebb példányok fekete sávjai foltokká szakadnak szét. Az élénk, rikító színezete a mérgező mivoltára utal. A bőre az elfogyasztott rovarokból származó anyagokból kivont mérgező váladékot halmoz fel. A nőstény nagyobb és kerekebb, mint a hím.

## Életmódja
Ez a békafaj nappal tevékeny. Általában az esőerdő avarjában vagy folyók, patakok melletti köveken, kidőlt fákon pihen. A száraz évszakban kövek vagy kidőlt fák alá gyűlnek össze. A 26-30 Celsius-fokos hőmérsékletet kedveli.

## Szaporodása
A petéket a szárazra rakja, aztán a hím felveszi a hátára vagy a szájába (a biológusok még nem értenek egyet ebben) és a legközelebbi forrásba, vagy broméliafélébe ereszti. A petéből 10-14 nap múlva kikel az ebihal. 70-90 nap alatt átalakulnak békává, aztán 12-18 hónap múlva ivaréretté válnak.
Fogságban jól szaporodik.

## Különböző állatkertekben

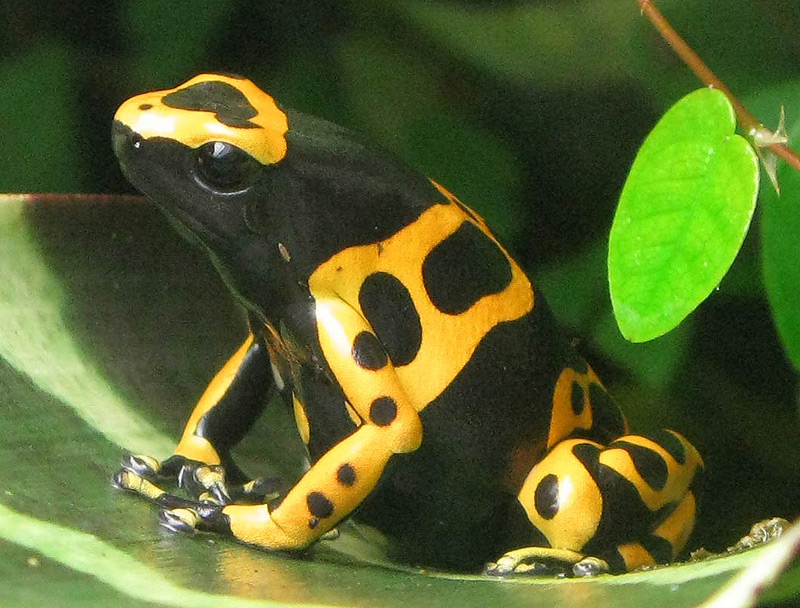
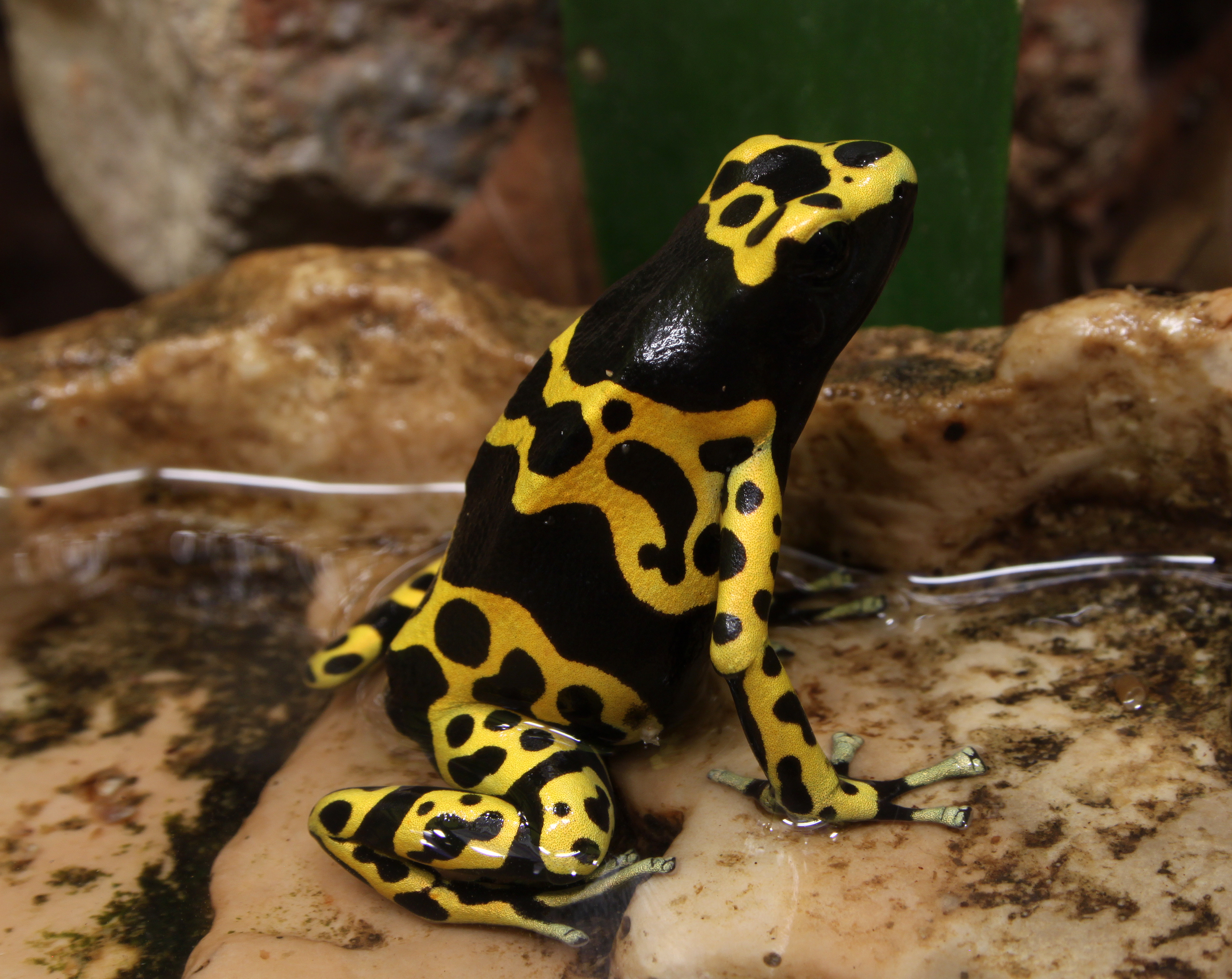
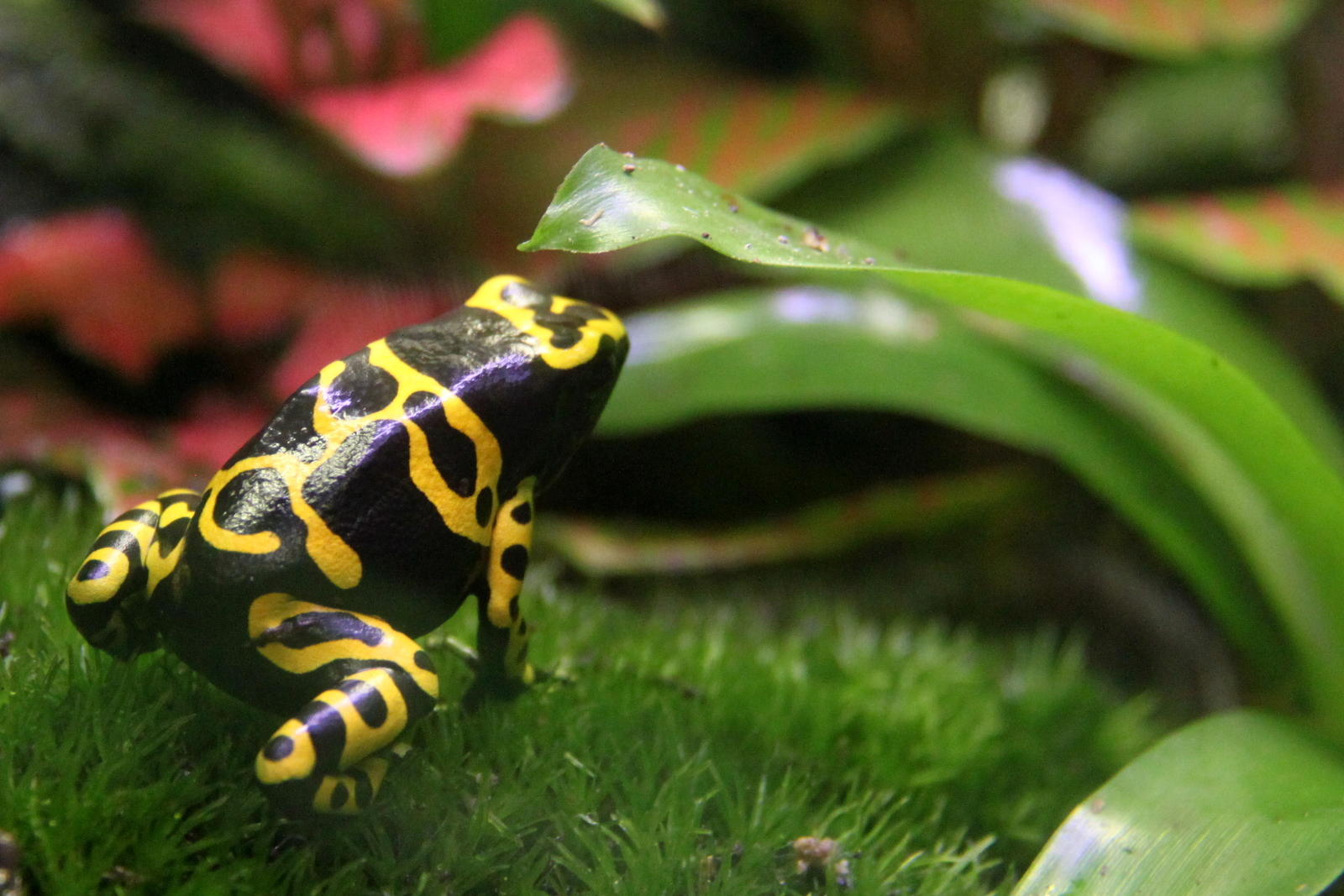
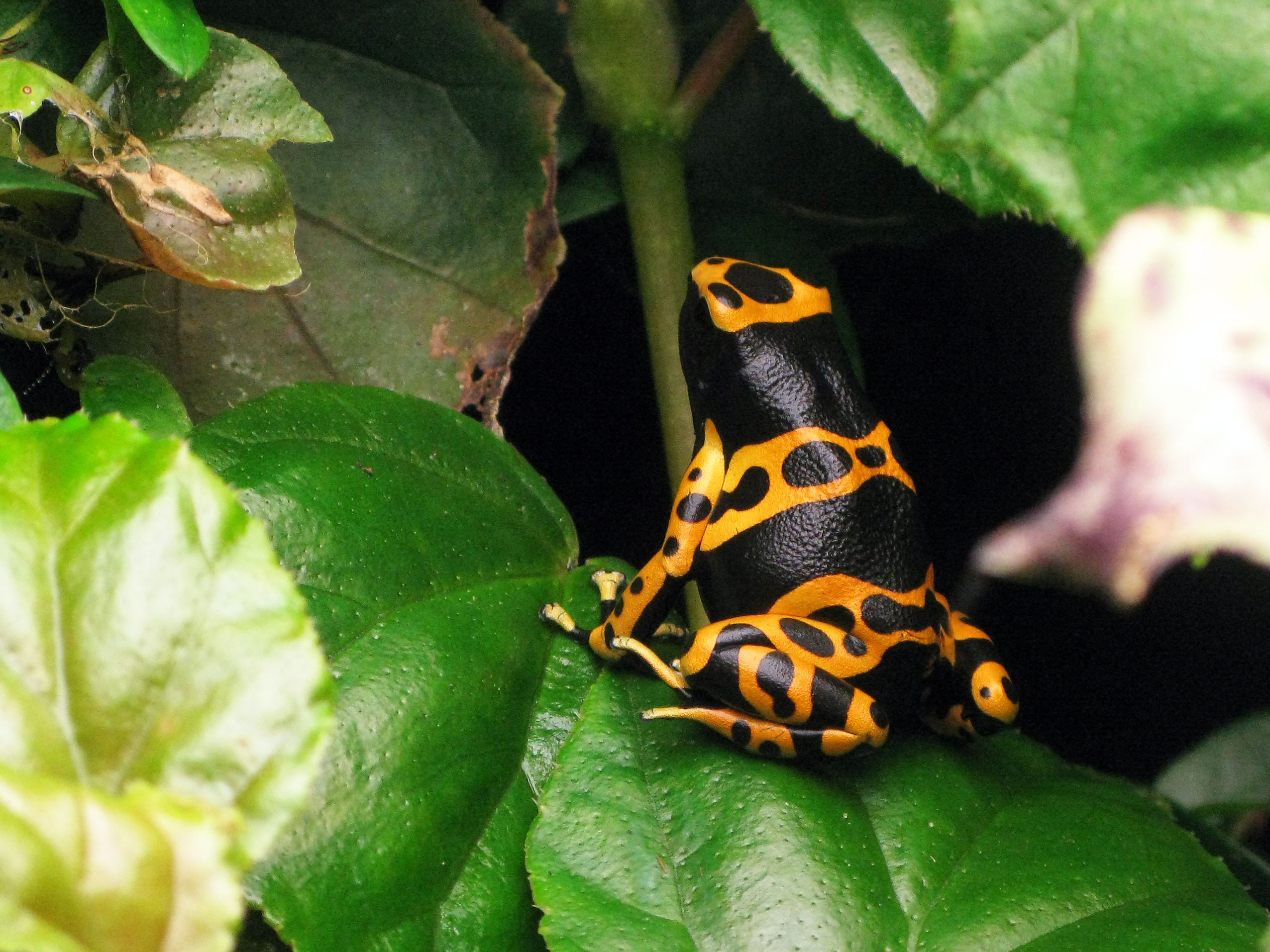
Nőstény példány